# Dystrykt Hohoe
Dystrykt Hohoe jest dystryktem w Regionie Wolta w Ghanie ze stolicą w mieście Hohoe. Zajmuje powierzchnię 1172 km², populacja w roku 2007 wyniosła około 154 tys. mieszkańców.
Hohoe należy do czołówki rejonów kraju opartych na ekoturystyce. Zlokalizowany jest w centrum Regionu Wolta na wschodzie Ghany, od zachodu łączy się z jeziorem Wolta i graniczy od wschodu z Togo.

## Turystyka
Do atrakcji turystycznych zaliczyć można wysokie góry łączące się z niskimi zielonymi polami, piękną naturalną scenerię widowiskowych wodospadów oraz historyczne jaskinie. Hohoe może pochwalić się najwyższym szczytem w Ghanie – Afadjato, najwyższym wodospadem w zachodniej Afryce – Wli oraz rzadkim, uznanym za święty gatunkiem małp mona.
Przede wszystkim dystrykt ma reputację jednego z najbardziej przyjacielskich i gościnnych obszarów w Ghanie. W połączeniu z dynamiczną żywą kulturą i wszechobecnym uśmiechem czynią okolicę idealnym celem dla turystów.